# Drumul regelui
„Drumul regelui” este cel de-al doilea episod al serialului Urzeala tronurilor. Acesta a fost scris de David Benioff, D.B. Weiss, regizat de Tim Van Patten și difuzat pe 24 aprilie 2011.

## Acțiune
După ce a acceptat să devină Mâna Regelui, Ned pleacă din Westeros cu fiicele sale, Sansa și Arya, iar Catelyn rămâne să aibă grijă de Bran. Jon Snow pleacă spre nord să intre în frăția Paznicilor Nopții. Tyrion decide să plece cu el spre nord, și nu cu familia sa. Daenerys Targaryen pune la cale recuperarea tronului, iar Dany învață cum să-i facă pe plac noului ei soț, Drogo.

## Legături externe
- Drumul regelui la Urzeala tronurilor Wiki
- "The Kingsroad" Arhivat în 30 august 2013, la Wayback Machine. at HBO
- „Drumul regelui” la Internet Movie Database
- "Drumul regelui" la TV.com

## Vezi și
- Urzeala tronurilor (sezonul 1)